# Cacodaemon armatus
Cacodaemon armatus is een keversoort uit de familie zwamkevers (Endomychidae). De wetenschappelijke naam van de soort werd in 1892 gepubliceerd door Henry Stephen Gorham.